# Belha
Belha fou una antic estat tributari protegit de l'Índia, del tiùs zamindari a les Províncies Centrals avui dia Madhya Pradesh. Fou fundat per Nawab Maqbool Alam Khan Bahadur un general de l'emperador Aurangzeb, després de la mort del qual el 1707 es va fer independent. L'estat fou aliat al peshwa maratha de Poona contra els britànics al començament del segle XIX; amb la derrata maratha el 1818, Belha fou reduït de principat a zamindari.

## Llista de governants
- Nawab Maqbool Alam Khan Bahadur 1707-1743, originalment nawab de Junner (després va traslladar la capital a Belha)
- Nawab Mir Mahmud Alam Khan I Bahadur 1743-?
- Nawab Mir Abdul Hussain Alam Khan Bahadur
- Nawab Mir Mahmud Alam Khan II Bahadu
- Nawab Mir Saeed Alam Khan Bahadur
- Nawab Mir Abdul Rasul Alam Khan Bahadur ?-1921 (+ 1929)
- Nawab Mir Masud Alam Khan Bahadur 1921-1943
- Nawab Mir Sultan Alam Khan Bahadur 1943-1948 (+ 28 d'agost de 1989)